# Madinat Al Gharbia
Madinat Al Gharbia ou Medinat El Gharbia, où "Madinat" signifie ville en arabe, est une cité antique marocaine située sur les plaines de la région de Doukkala, à 20 km de l'Oualidia, et à 49 km au nord de Safi. Elle a été connue aussi sous le nom de "mouchtaraya" ou "mouchnzaya"
Les murailles qui entouraient Madinat Al Gharbia sont flanquées de dix-huit tours à peu près à égale distance l'une de l'autre, trois portes encore visibles aujourd'hui en donnaient accès : porte de Marrakech à l’est, porte de Safi au sud, et porte de Oualidia à l’ouest. Sur chaque porte, il y a un bastion et sur chaque muraille, il y a 3 bastions. L'espace limité par ce qui reste des remparts, les tours, et les portes prouvent que cette ville était importante. 
Madinat Al Gharbia est accessible par la route liant l'Oualidia à Tnine Al Gharbia.

## Histoire
On situe l'époque de sa fondation aux environs du Ve siècle. Ruinée une première fois en l'an 667, elle fut reconstruite et repeuplée sur les ordres du Sultan mérinide. Après avoir subi une seconde destruction, on ne sait pour quelle raison Madinat Al Gharbia fut définitivement abandonnée. 
Selon certaines sources, Madinat Al Gharbia fut la capitale de la région, et précisément la capitale des tribus berbères de Masmouda jusqu'aux débuts du XVIe siècle, où elle fut occupée par les portugais. Elle a été détruite par le sultan Mohammed ech-Cheikh en 1521 pour la punir de sa collaboration avec les portugais - la majorité de sa population fut déportée à Fès -. En 1755, elle fut anéantie par le Tremblement de terre de Lisbonne, et elle a été habitée de nouveau vers le milieu du XVIIIe siècle par des notables de Doukkala, dont le célèbre caïd Mohamed fils du caïd Abdelkader Ben Hmida Zaïri Caïd de la grande tribu ouled amrou http://tribus-maroc.blogspot.com/2010/11/blog-post_5664.html ,un descendant de la grande la dynastie des Zirides andalous.
Aujourd'hui, les terres de la ville sont exploitées par les paysans de la région.

### Danger pour le patrimoine
Madinat Al Gharbia, qui était l'une des plus grandes villes du Maghreb aux environs du Ve siècle, s'effrite au fil des jours. Des vestiges ont disparu, ce qui a anéanti la dimension fonctionnelle et culturelle des lieux. Aujourd'hui, plusieurs caractéristiques architecturales de Madinat Al Gharbia se sont perdues. Beaucoup de maisons ont disparu. D'autres ont été restaurées par leurs propriétaires. Mais la plupart de ces derniers n'ont pas respecté l'aspect architectural d'antan.
Il revient au ministère de la culture de protéger ce patrimoine, en le classifiant patrimoine national, tout comme sa ville jumelle Azemmour, ou la ville de Tit (sidi abdellah amgar).